# Нафталан (аэропорт)
Нафталанский аэропорт (азерб. Naftalan hava limanı) — гражданский аэропорт в городе Нафталан в Азербайджане.
Срок эксплуатации аэропорта истёк, и он непригоден для использования.

## История
Аэропорт расположен в 330 км от Баку. Введён в эксплуатацию в 1977 году. Между городами Нафталан и Баку осуществлялись пассажироперевозки на самолётах Як-40.
Максимально самолёт принимал 5 рейсов в день. Постепенно количество рейсов сократилось до двух в день, затем до одного.
Во время первой Карабахской войны и после её окончания аэропорт подвергался обстрелам армянских вооружённых формирований. Из-за возникшей опасности для взлетающих и садящихся самолётов аэропорт в 1997 году полностью прекратил своё функционирование.
С того периода в аэропорте функционирует касса, где можно приобрести авиаперелёты через аэропорты из Гянджи и Баку.

## Галерея
|  |